# Кузюг (Вологодская область)
Кузюг — деревня в Кичменгско-Городецком районе Вологодской области, на реке Кузюг.
Входит в состав Енангского сельского поселения (с 1 января 2006 года по 1 апреля 2013 года входила в Верхнеентальское сельское поселение), с точки зрения административно-территориального деления — в Верхнеентальский сельсовет.
Расстояние до районного центра Кичменгского Городка по автодороге — 97 км.
По данным переписи в 2002 году постоянного населения не было.